# Ambra (Toskana)
Ambra ist ein Ortsteil (Fraktion, italienisch frazione) von Bucine in der Provinz Arezzo, Region Toskana in Italien.

## Geografie
Der Ort liegt ca. 7 km südlich des Hauptortes Bucine, ca. 22 km südwestlich der Provinzhauptstadt Arezzo und ca. 50 km südöstlich der Regionshauptstadt Florenz. Siena liegt ca. 25 km südwestlich. Der Ort liegt bei 258 m und hatte 2001 ca. 1100 Einwohner. 2017 waren es 1247 Einwohner. Er ist damit nach dem Hauptort Bucine und dem Ortsteil Levane der drittgrößte Ort im Gemeindegebiet. Ambra liegt am gleichnamigen Fluss im Gebiet des Chianti Aretino und im Ambratal (Val d’Ambra, auch Valdambra).
Der Ort selbst ist unterteilt in fünf Rioni:
- Il Castello
- La Piazza
- Il Poggio
- Il Pozzo
- Il Senese

## Geschichte
Erstmals besiedelt wurde der Ort wahrscheinlich in der Römerzeit. Im 12. Jahrhundert herrschte hier die Familie der Ubertini, die die Burg, heute Castelvecchio genannt, errichteten. Die Familie, die später der Familie der Tarlati unterstand, blieb im Machtbereich der Tarlati bzw. der Bischöfe von Arezzo bis ins 14. Jahrhundert. 1365 unterwarfen sich die Ubertini den Fiorentinern, die ein Jahr später die Kontrolle über das ganze Ambratal einnahmen. Der Ort kam durch die Gebietsreform Riforma Leopoldina (1772–1774) von Leopold II. als Ortsteil zu Bucine.

## Sehenswürdigkeiten

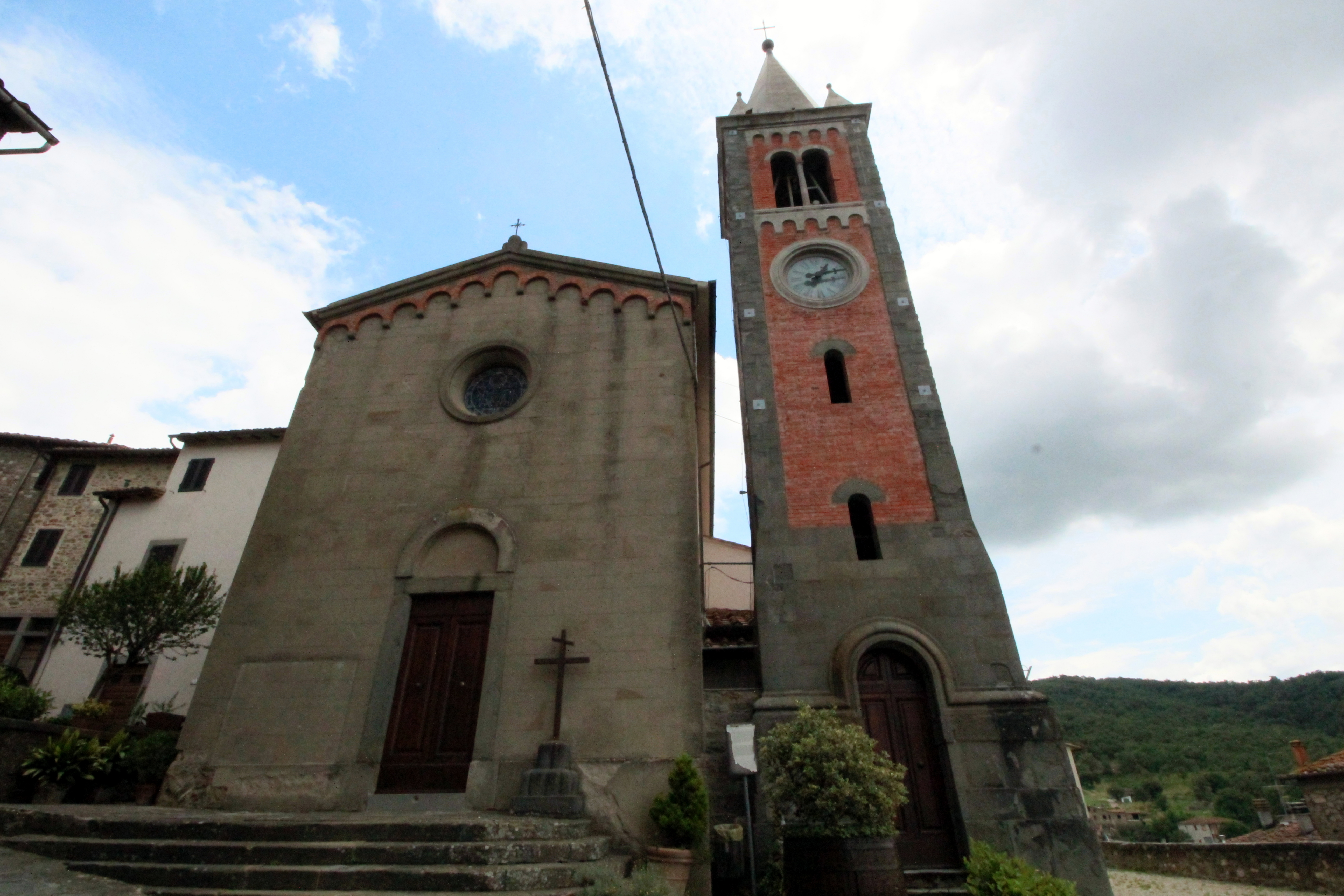
Die Kirche Santa Maria Assunta

- Chiesa di Santa Maria Assunta, Kirche im Ortskern, auch Santa Maria del Castel d’Ambra[3] genannt. Die Kirche gehört zum Bistum Arezzo-Cortona-Sansepolcro. Teile der Mauern hinter dem Altar gehören zu den alten Befestigungsmauern der Burg.[4]
- Chiesa della Madonna del Conforto, Kirche kurz außerhalb des Ortskerns in der Via Duddova, die wahrscheinlich im frühen 16. Jahrhundert entstand. Von diesem Bau sind nur noch wenige Bögen erhalten. Die Kirche erhielt ihr heutiges Aussehen im 18. Jahrhundert und enthält eine Büste aus Terrakotta, die die Madonna del Conforto darstellt.[4]
- Palazzo Paladini, Palast im Ortskern an der Piazza Fabio Filzi.

## Regelmäßige Veranstaltungen
- Palio della Palla Tonchiata, Palio der fünf Ortsteile (Rioni), seit 1998.[4]

## Bilder

Bilder von Ambra
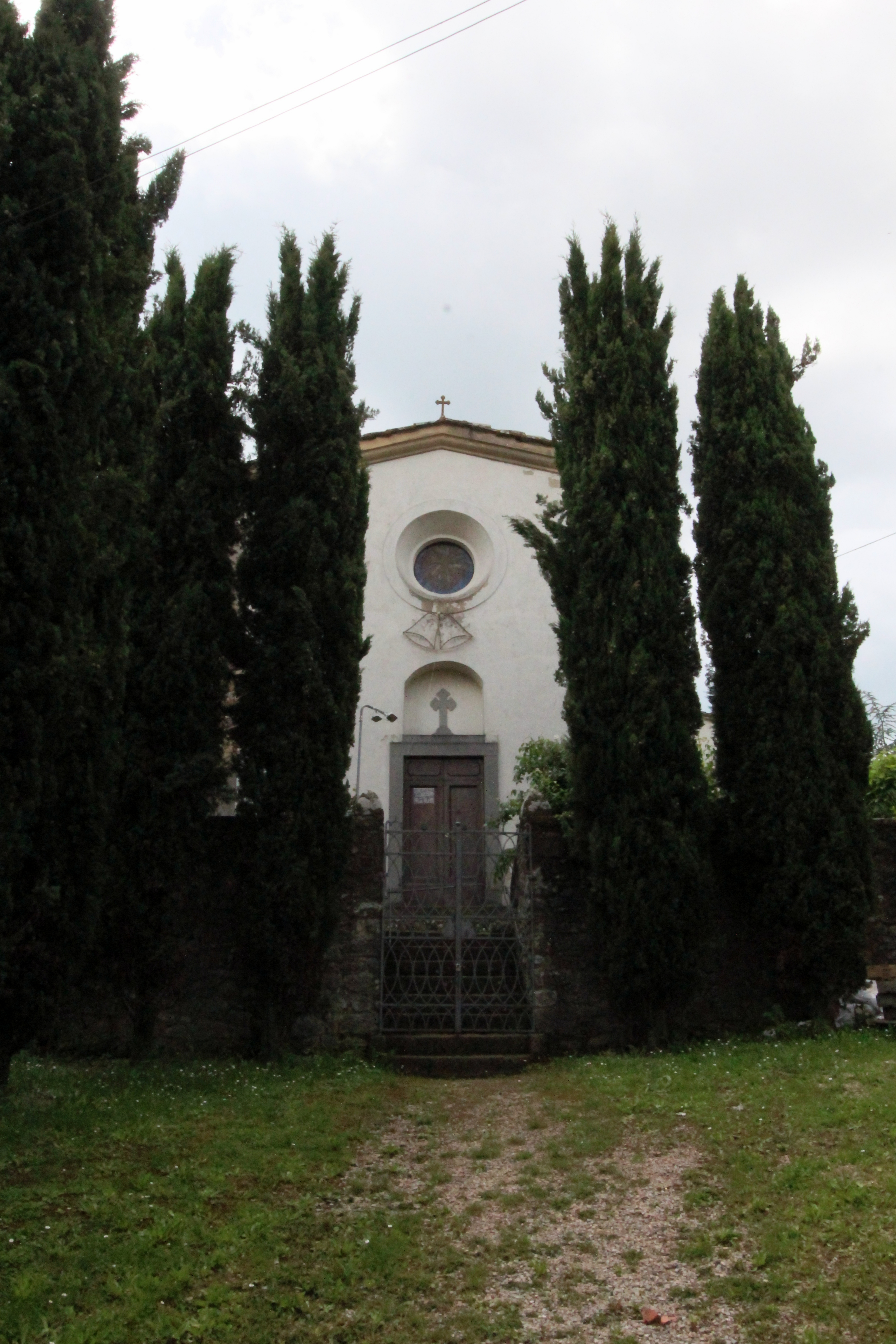
Madonna del Conforto
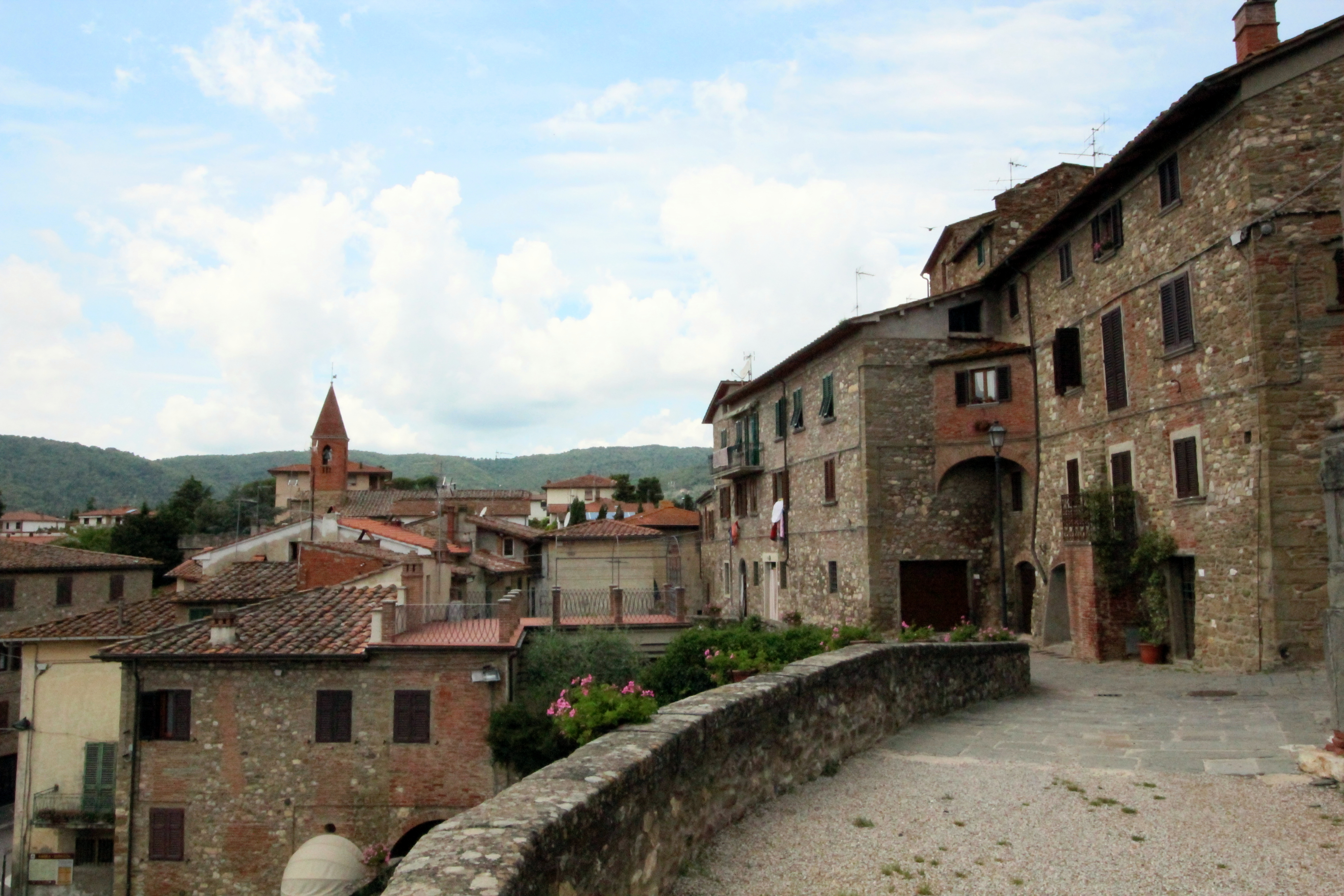
Der Ortskern
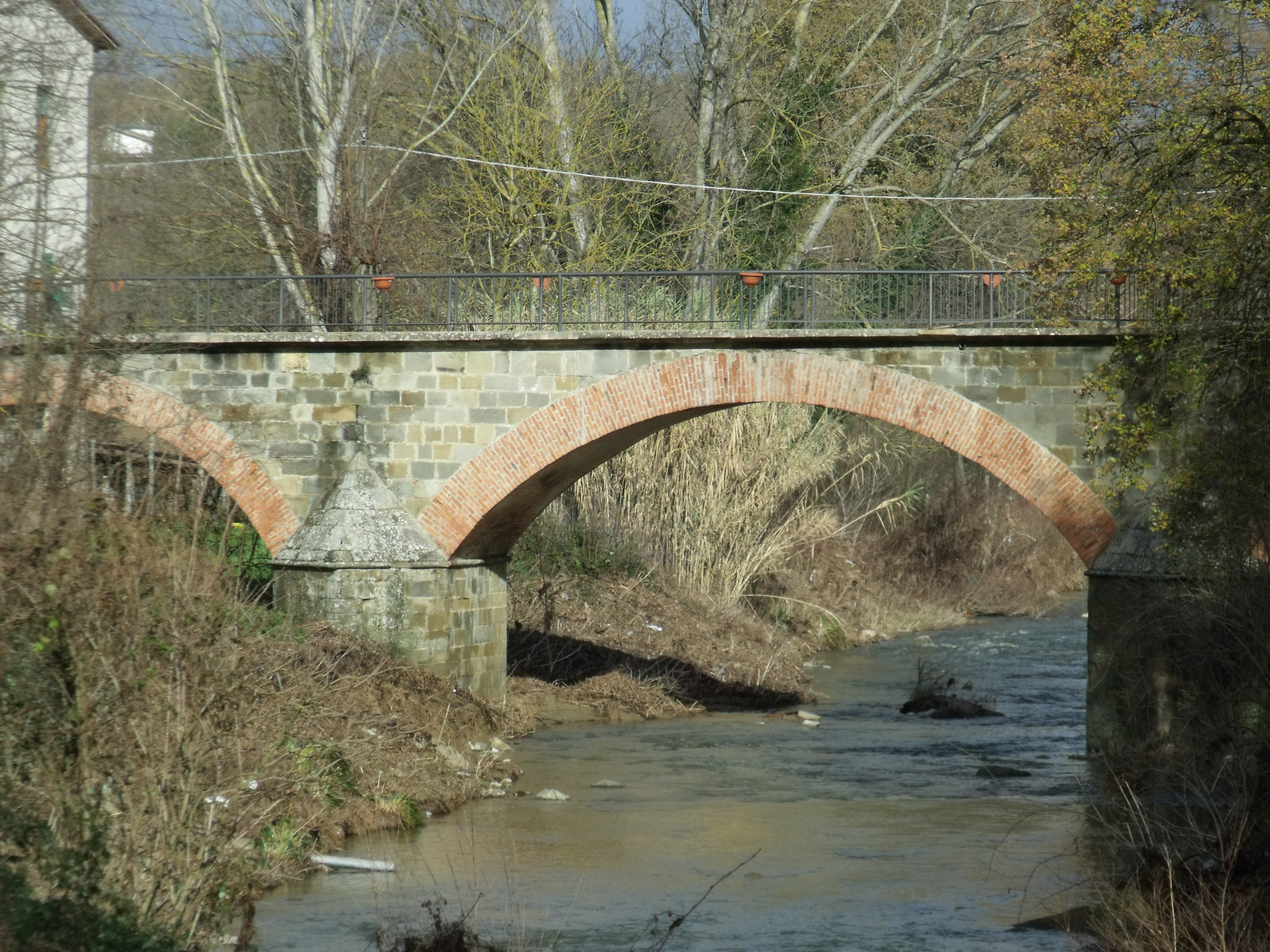
Die Brücke über den Fluss Ambra